# Prince Ikpe Ekong
Prince Ikpe Ekong (ur. 5 października 1978 w Lagos) – nigeryjski piłkarz  grający na pozycji pomocnika.

## Kariera klubowa
Karierę piłkarską Ekong rozpoczął w klubie Julius Berger FC z Lagos. W 1995 roku zadebiutował w jego barwach w pierwszej lidze nigeryjskiej. Po pół roku gry w tym klubie trafił do włoskiej Reggiany. Początkowo jednak na skutek wyczerpania limitu obcokrajowców w klubie był wypożyczany do innych zespołów. W sezonie 1995/1996 grał w słoweńskim NK Koper, a w latach 1996–1998 w meksykańskim Tecos UAG Guadalajara. W sezonie 1998/1999 był wypożyczony do Bellinzony z drugiej ligi Szwajcarii, a w sezonie 1999/2000 do rumuńskiego UT Arad. Do Reggiany wrócił w 2000 roku i przez 3 lata grał w niej w rozgrywkach Serie C1.
W 2003 roku Ekong wyjechał do Chin i został tam zawodnikiem zespołu Changsha Ginde. Grał w nim w latach 2003 i 2004, a w 2005 przeszedł do Xiamen Lanshi i wywalczył z nim mistrzostwo mistrzostwo pierwszej ligi. W 2006 roku odszedł do szwedzkiego GAIS, w którym zadebiutował 24 lipca 2006 w zremisowanym 2:2 wyjazdowym meczu z Östers IF. W GAIS grał przez 2,5 roku.
W połowie 2008 roku Ekong przeszedł z GAIS do Djurgårdens IF ze Sztokholmu. Po raz pierwszy wystąpił w nim 2 lipca 2008 w spotkaniu z IF Elfsborg (0:2).
W 2012 roku Ekong został zawodnikiem Väsby United.

## Kariera reprezentacyjna
W reprezentacji Nigerii Ekong zadebiutował w 1997 roku. W 2004 roku był powołany do kadry na Puchar Narodów Afryki 2004. Tam wystąpił we 2 spotkaniach: z Beninem (2:1) i meczu o 3. miejsce z Mali (2:1). W latach 1997–2004 rozegrał w kadrze narodowej 9 meczów.